# Macintosh XL
De Macintosh XL is een personal computer die verkocht werd door Apple Computer, Inc. van januari 1985 tot augustus 1986. De Macintosh XL is een aangepaste versie van de Lisa 2/10 die geleverd werd met MacWorks XL, een Lisa-programma dat de machine in staat stelde om Macintosh-software te draaien.

## Historiek
De Apple Lisa was een commerciële flop voor Apple. Door de hoge aankoopprijs en de weinige beschikbare programma's kozen zakelijke klanten massaal voor de IBM-pc. De populariteit van de goedkopere Macintosh, die in 1984 op de markt kwam en ook over een grafische omgeving en een muis beschikte, was de doodsteek voor de Apple Lisa.
In een ultieme poging om de Lisa te redden herdoopte Apple de Lisa in Macintosh XL en voorzag de machine van software die het mogelijk maakte om ook Macintosh-programma's te draaien. Alhoewel dit de verkoop deed toenemen, viel uiteindelijk toch het doek over de Macintosh XL in 1986.
De toegenomen verkoopcijfers van de Macintosh XL bewezen echter wel dat de toenmalige Macintosh-familie dringend behoefte had aan een model dat grotere monitoren, meer geheugen en meer uitbreidbaarheid kon ondersteunen. Apple zou daar in 1987 aan tegemoetkomen met de introductie van de Macintosh II.

## Kenmerken
De Macintosh XL had een 400 kB 3,5-inch diskettestation en een interne Apple "Widget" harde schijf van 10 MB. Door een parallelle interfacekaart toe te voegen kon daarnaast ook nog een externe Apple ProFile harde schijf van 5 of 10 MB aangesloten worden. De machine gebruikte een Motorola 68000-CPU van 5 MHz en beschikte standaard over 512 kB RAM.
In tegenstelling tot alle andere Macintosh-computers gebruikte de Macintosh XL net als de Apple Lisa rechthoekige pixels. De resolutie van het 12-inch scherm was aanvankelijk 720×364 pixels. Door een optionele hardware-upgrade kon de Macintosh XL voorzien worden van vierkante pixels voor een beter weergave van Mac-software. Na de upgrade was de schermresolutie 608×432 pixels.

## MacWorks XL
MacWorks XL is een portering van de Macintosh ROM naar de Apple Lisa, die het mogelijk maakt om de Macintosh systeemsoftware versie 1.1 tot 3.2 te gebruiken. Toen de productie van de Lisa werd stopgezet namen externe softwarebedrijven de verdere ontwikkeling van MacWorks XL over van Apple. De software werd doorontwikkeld tot MacWorks Plus en uiteindelijk MacWorks Plus II, een portering van de Macintosh Plus ROM die toelaat om Macintosh systeemsoftware tot en met versie 7.5.5 te draaien op de Macintosh XL, net zoals op alle andere Motorola 68000 gebaseerde Macs.

## Specificaties
- Processor: Motorola 68000, 5 MHz
- Systeembus snelheid: 5 MHz
- ROM-grootte: 64 kB
- Databus: 16 bit
- RAM-type: Lisa DRAM Card
- Standaard RAM-geheugen: 512 kB
  - Uitbreidbaar tot maximaal 2 MB
  - RAM-sleuven: 2
- Standaard diskettestation: 3,5-inch, 400 kB
- Standaard harde schijf: 10 MB
- Uitbreidingssleuven: 3 Lisa slots
- Type batterij: -
- Beeldscherm: 720×364 pixels, monochroom
- Uitgangen:
  - 2 seriële poorten (DB-25)
  - 1 video-poort (RCA)
  - 1 toetsenbord
  - 1 muis (DB-9)
- Ondersteunde systeemversies:
  - met MacWorks XL: System 1.1 t/m 3.2
  - met MacWorks Plus: System 1.1 t/m 6.0.3
  - met MacWorks Plus II: System 1.1 t/m 7.5.5
- Afmetingen: 35 cm × 47,5,6 cm × 38,6 cm (lxbxh)
- Gewicht: 21,8 kg[3]